# Ewa Nowowiejska
Ewa Nowowiejska – bohaterka powieści Pan Wołodyjowski Henryka Sienkiewicza. 
Córka starego Nowowiejskiego. Zakochana w Azji Tuhaj-bejowiczu. Kiedy była dzieckiem, Azja wyznał jej miłość, za co jej ojciec kazał go wychłostać. Kiedy Basia Wołodyjowska chciała ich wyswatać, Azja Tuhaj-bejowicz próbował ją porwać. Nie udało mu się, więc wyładowując złość na Nowowiejskich, zabił starego Nowowiejskiego, a Ewkę oddał Adurowiczowi, który potem ją sprzedał. Jako niewolnica trafiła do Stambułu.
W filmie Pan Wołodyjowski i serialu telewizyjnym Przygody Pana Michała rolę Ewy Nowowiejskiej grała Irena Karel.